# Glen Echo Country Club
Le Glen Echo Country Club est un club de golf privé situé à Normandy, non loin de Saint-Louis dans le Missouri. Il a été fondé par George McGrew et son beau-fils Albert Bond Lambert en 1901. Il s'agit du premier parcours de 18 trous à avoir été établi sur la rive ouest du Mississippi.
Le parcours accueille les épreuves de golf lors des Jeux olympiques de 1904.

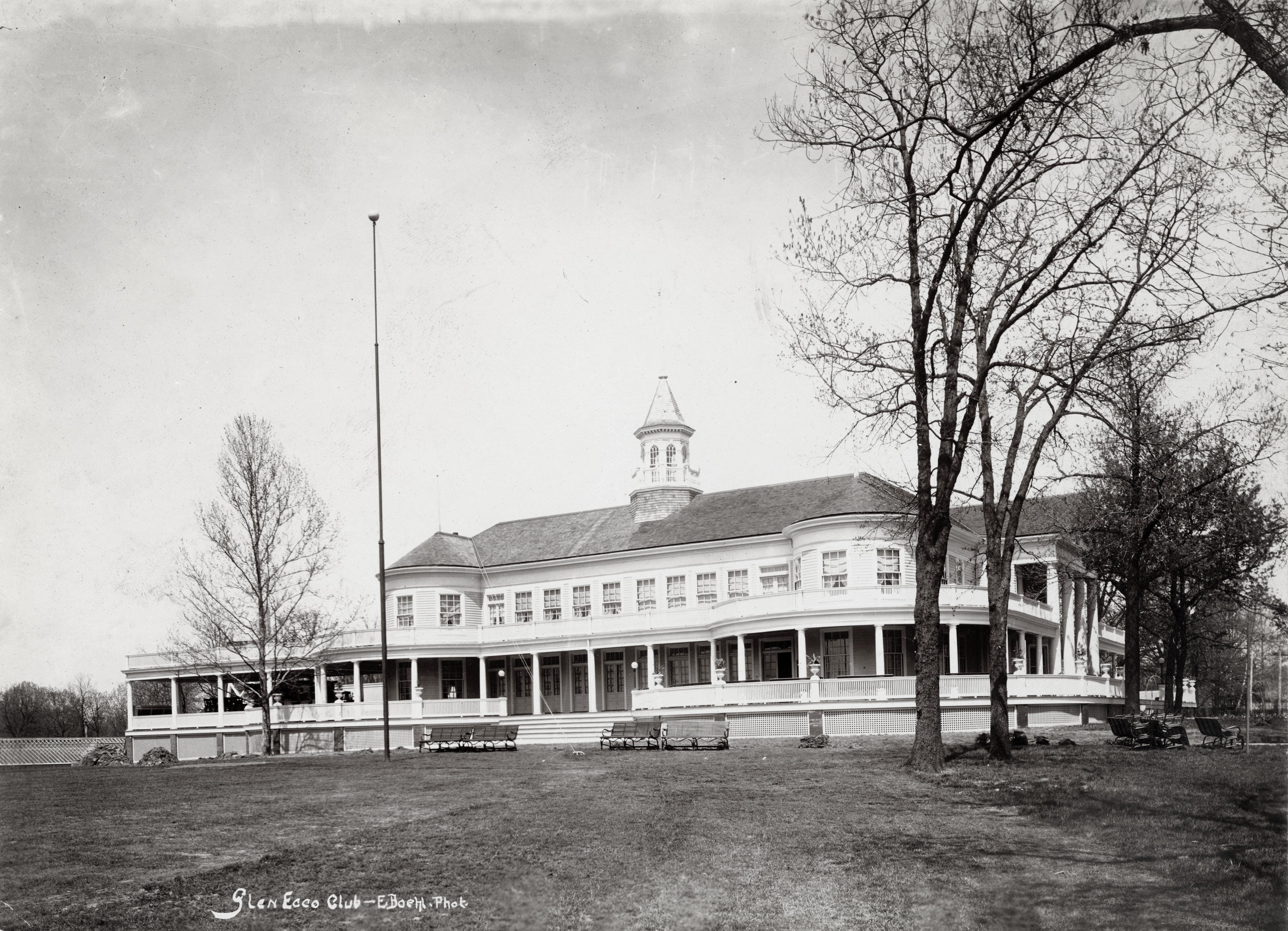
Le Club House en 1901.
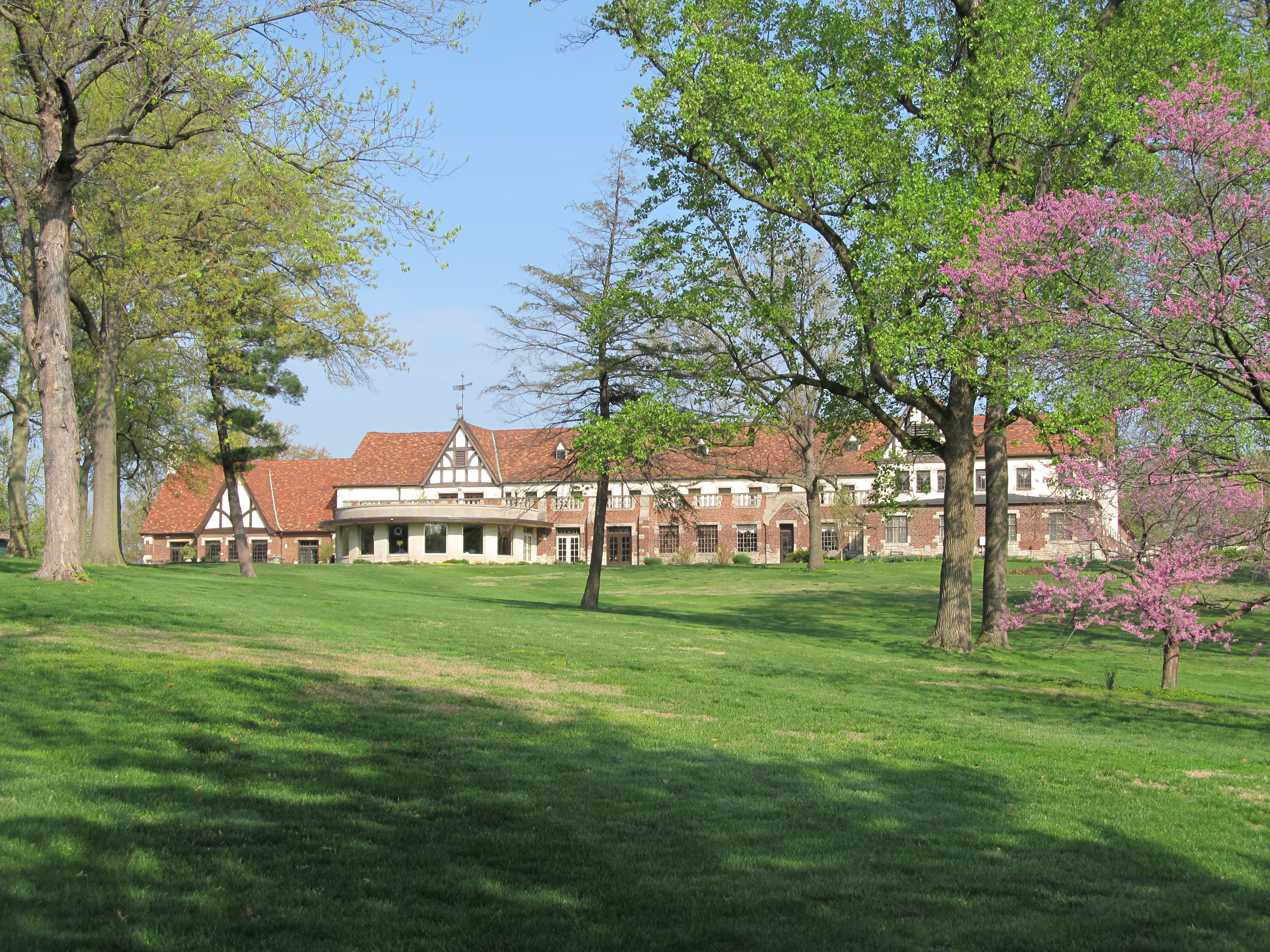
Le même bâtiment en 2012.
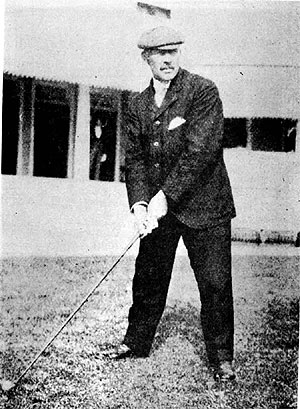
George Lyon pendant les Jeux de 1904.